# Borovská lípa
Borovská lípa je památný strom v Borovech v okrese Plzeň-jih. Přibližně 200 let stará solitérní lípa velkolistá (Tilia platyphyllos) roste v těsném sousedství pozdně barokní kaple Narozeni Panny Marie, poblíž silnice I/27, v nadmořské výšce cca 362 m ve středu vsi. Kůlovitý kmen o obvodu 467 cm nese mohutnou korunu dosahující do výše 20 m (měření 2009). Koruna byla v minulosti zmenšena v prostoru nad kaplí, dutiny byly vyplněny betonem. Lípa je chráněna od 12. května 2006 jako dominanta obce, pro svůj vzrůst a estetickou a kulturně-historickou hodnotu.

## Galerie

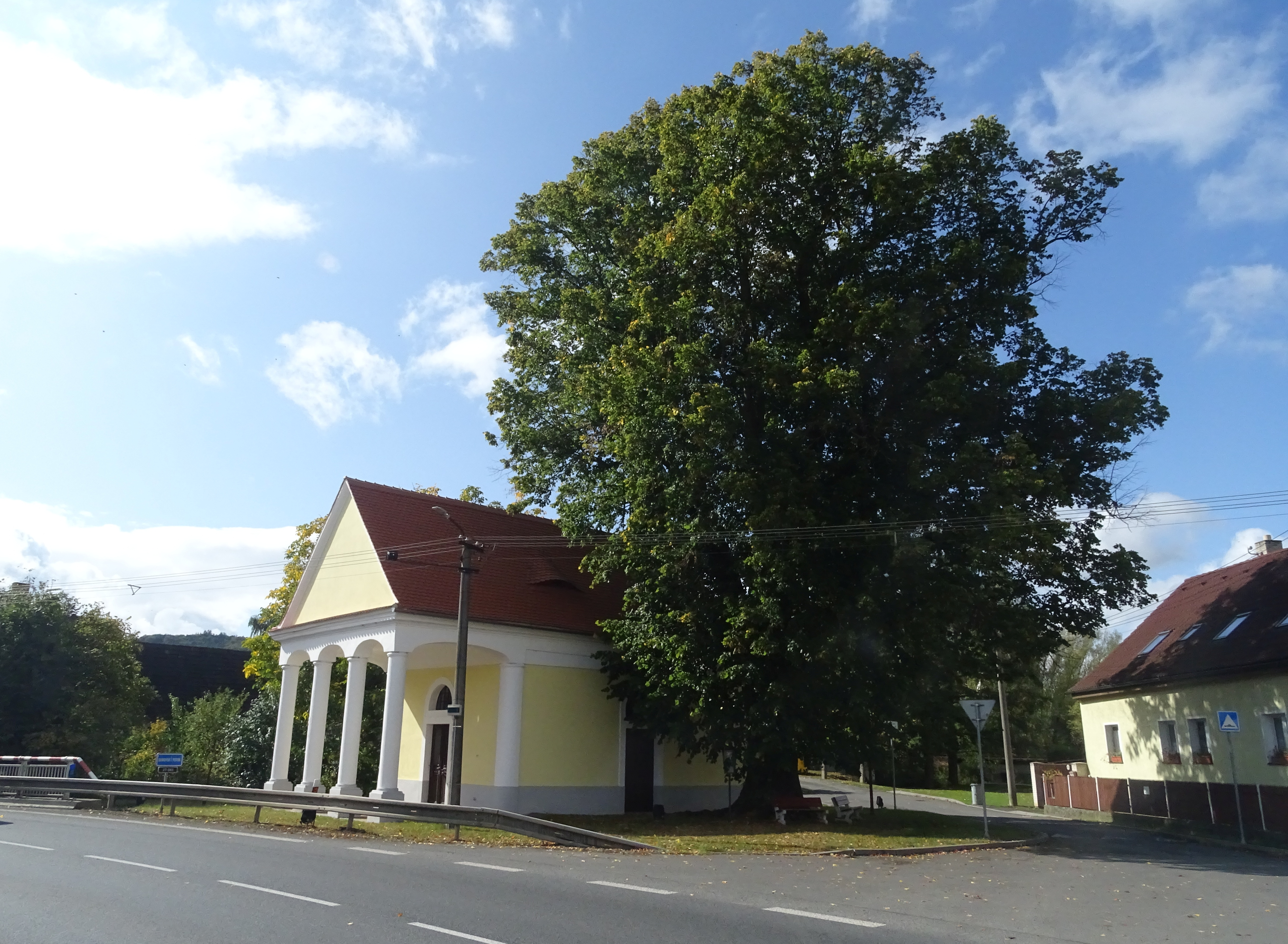
Lípa doprovázející kapli
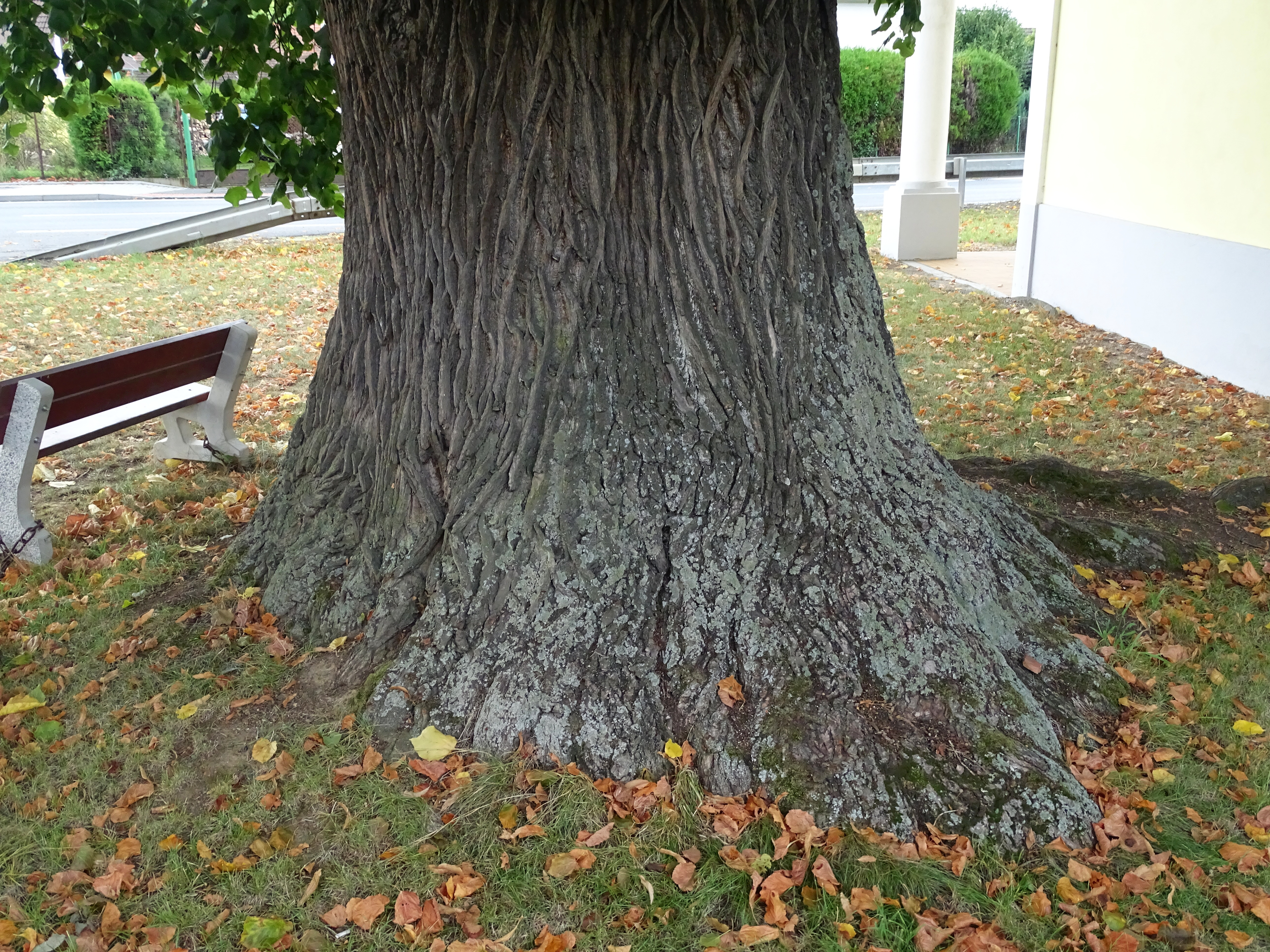
Pata kmenu
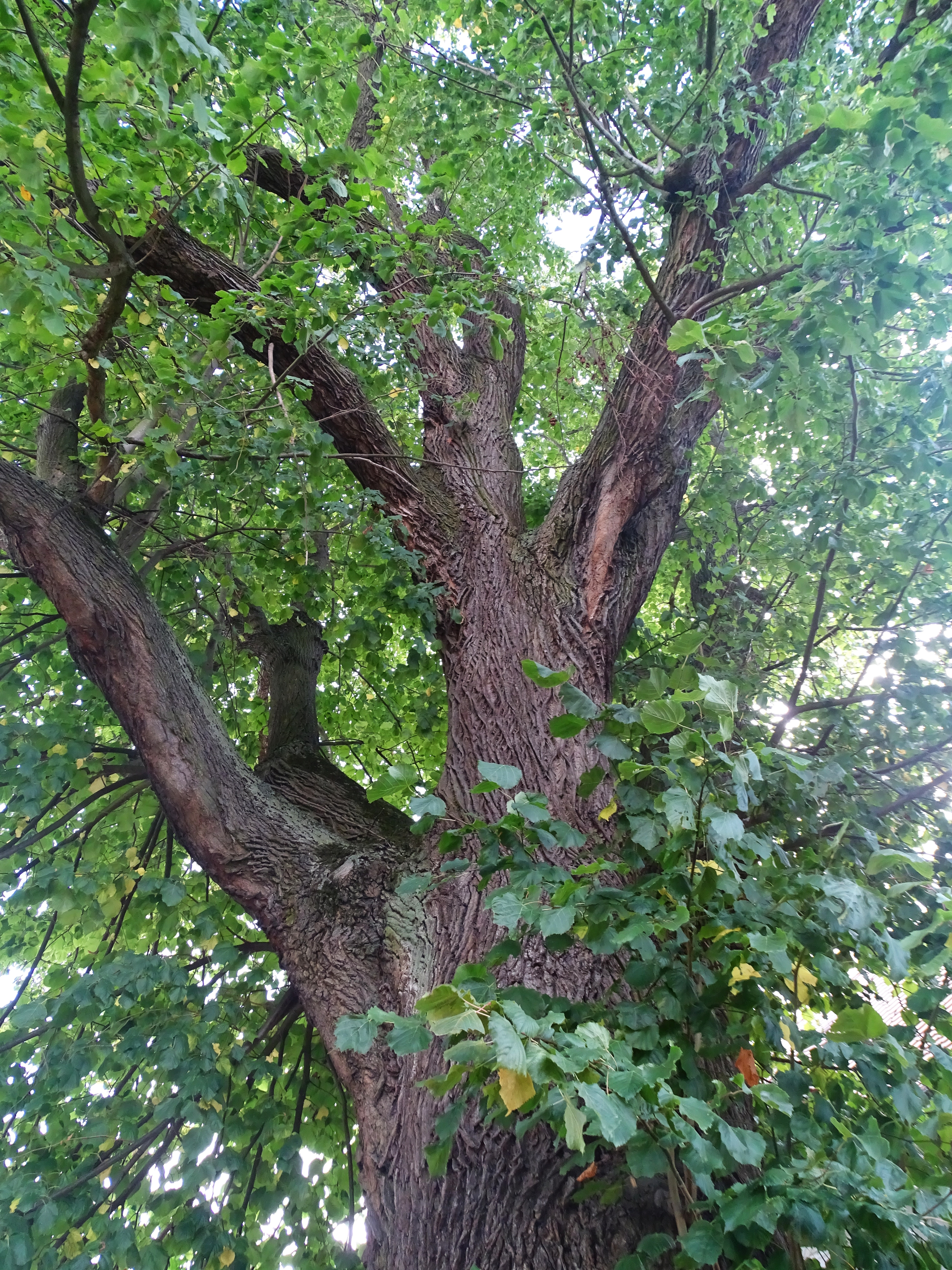
Pohled do koruny
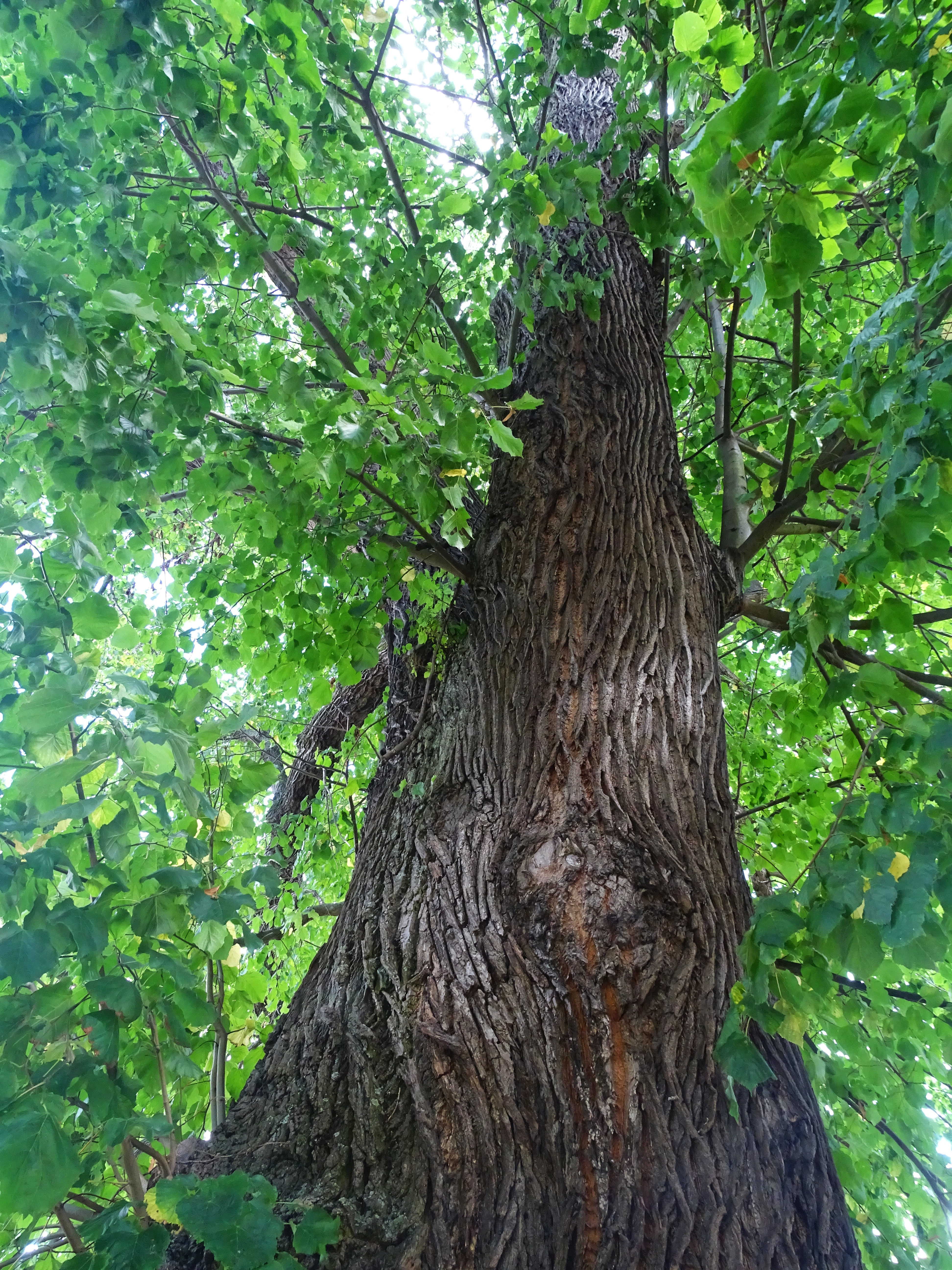
Pohled do koruny
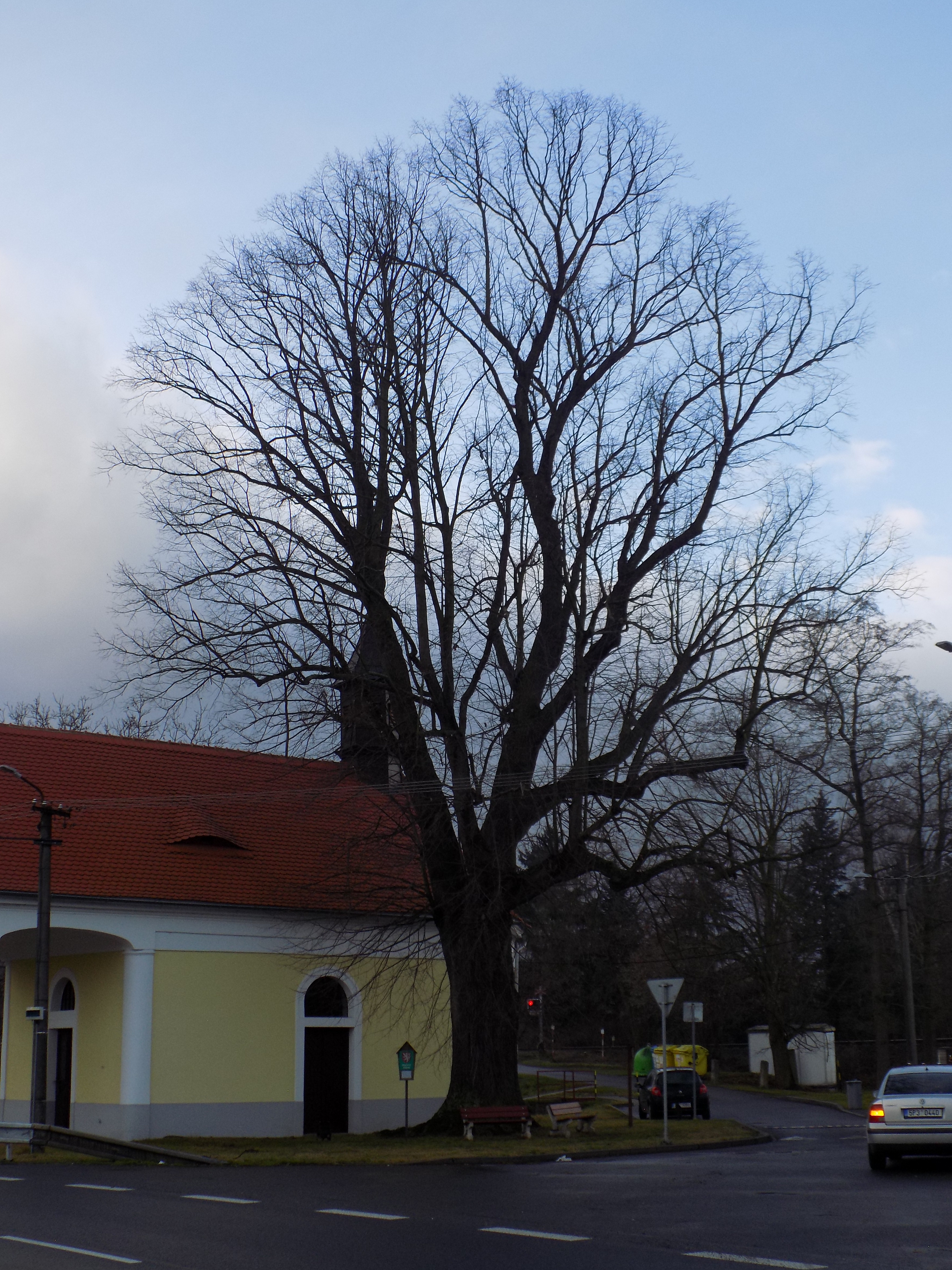
Lípa v zimě

## Památné stromy v okolí
- Nezdická lípa
- Roupovský tis
- Lípa pod Ticholovcem